# Plan Jacaranda
Plan Jacaranda är en ort i Mexiko.   Den ligger i kommunen Tlacoapa och delstaten Guerrero, i den sydöstra delen av landet, 250 km söder om huvudstaden Mexico City. Plan Jacaranda ligger 1 305 meter över havet och antalet invånare är 122.
Terrängen runt Plan Jacaranda är huvudsakligen kuperad, men åt sydväst är den bergig. Runt Plan Jacaranda är det ganska glesbefolkat, med 42 invånare per kvadratkilometer. Närmaste större samhälle är Malinaltepec, 15,9 km öster om Plan Jacaranda. I omgivningarna runt Plan Jacaranda växer huvudsakligen savannskog.